# Lucia Marcucci
Lucia Marcucci (Firenze, 29 luglio 1933) è un'artista e scrittrice italiana.

## Biografia
Lucia Marcucci nasce nel 1933 a Firenze dove tuttora vive e lavora. Interrompe gli studi all'Accademia di Belle Arti e si trasferisce a Livorno, nel 1955, dove inizia un'intensa attività in un piccolo teatro d'avanguardia, il Grattacielo. Qui lavora sia come aiuto regista che come artefice di maschere, di manifesti e dell'allestimento scenico. Inizia a dedicarsi anche alla poesia attraverso la tecnica del collage: sperimenta e mette in opera delle forme di collage letterario, prendendo in prestito frasi e linguaggi di vario tipo.
Nel 1963 realizza, unendo dei fogli in successione e riempiendoli di frasi stampate, L'indiscrezione è forte, che è il suo primo poema collage tecnologico. Nello stesso anno, Lucia Marcucci, conosce gli esponenti del fiorentino Gruppo 70 e li invita al Grattacielo per realizzare la messa in scena di una prima versione di Poesie e no, uno spettacolo curato da Eugenio Miccini e Lamberto Pignotti che ne saranno anche gli attori insieme alla Marcucci e ad Antonio Bueno.
Il 1965 è l'anno dell'esordio di Lucia Marcucci nel Gruppo 70 a Palermo al Festival del Gruppo 63, con una versione di Poesie e no. Da questo momento inizierà una stagione di continue sperimentazioni: la Poesia Manifesto, la Poesia Auditiva, la Cinepoesia (collage di vecchie pellicole a 16 mm), la Poesia Tecnologica, i Libri Oggetto/Soggetto e la partecipazione a dibattiti, performance, festival e convegni nazionali e internazionali. Tutti gli eventi che si susseguono dal 1965, saranno improntati a un forte sperimentalismo da happening, la cui nota dominante è sempre la mescolanza di linguaggi.
Il Gruppo 70 si scioglie alla fine del 1968 e Lucia Marcucci insieme ai poeti visivi Alain Arias-Misson, Jean-Francois Bory, Herman Damen, Paul De Vree, Eugenio Miccini, Luciano Ori, Michele Perfetti e Sarenco, fonda il Gruppo Internazionale di Poesia Visiva sostenuto dalle riviste «Lotta Poetica» e «De Tafelronde», l'una editata in Italia e l'altra in Belgio dalla Galleria Brescia.
Nella produzione degli ultimi anni Lucia Marcucci utilizza, oltre alla tecnica del collage e al digitale anche le immagini pubblicitarie manipolando sapientemente i manifesti che tappezzano le periferie delle città.

## Mostre personali
- Lucia Marcucci, a cura di Renato Barilli, Studio Inquadrature 33, Firenze, 1972
- Lucia Marcucci, Archivio Denza, Brescia, 1972
- Poesia Visiva, Studio Brescia, Brescia, 1973
- La nuova esperienza poetica di Lucia Marcucci, a cura di Rossana Apicella, Galleria Il Canale, Venezia, 1974
- Lucia Marcucci, a cura di Renato Barilli, Studio Inquadrature 33, Firenze, 1978
- La Parete - Lucia Marcucci, Galleria Interno 2, Firenze, 1983
- Poesia Visiva 1980 – 1984, a cura di Gillo Dorfles, Galleria Dada, Tavarnelle Val di Pesa, 1984
- Libri - Pagine - Maxipagine 1991 – 1992, Galleria Via Larga, Palazzo Pinucci, Firenze, 1992
- Miscellanea, a cura di Gillo Dorfles, Centro d'Arte Spaziotempo, Firenze, 1993
- Poesie Visive, 1963 – 1997, a cura di Enrico Mascelloni e Carlo Palli, Centro per l'Arte Contemporanea, Rocca di Umbertide, Umbertide, 1997
- Lucia Marcucci, a cura di Renato Barilli, Farsettiarte, Prato, 1998
- Lucia Marcucci – Poesie Visive, 1963 – 2003,  a cura di Lucilla Saccà, Palagio di Parte Guelfa, Firenze, 2003
- La poesia è forte, a cura di AA. VV., Studio d'Arte Aurelio Stefanini[1], Firenze, 2004
- Supervisiva[2], a cura di Enrico Ghezzi e Francesco Galluzzi, Galleria Frittelliarte[3], Firenze, 2010
- Sprintpoem, a cura di Melania Gazzotti, Fondazione Berardelli, Brescia, 2012
- A Fior di Pelle, Galleria Il Gabbiano, La Spezia, 2014

## Mostre collettive
- Il Libro come luogo di ricerca, a cura di Renato Barilli e Daniela Palazzoni, Biennale di Venezia, Venezia, 1972
- Poesia Visiva Internazionale, a cura di Rossana Apicella, Studio Inquadrature 33, Firenze, 1973
- Progetto per un manifesto di artisti italiani: NO all'abrogazione della Legge Sul Divorzio in Italia, (ideazione & cura) di Vittorio Del Piano, Centro "./0" - Presentazione e partecipazione di: Pierre Restany, Catalogo 1/3 Edizioni Galleria Punto Zero (TA) - Editore Lacaita/Manduria, Taranto, 1974
- Magma. Rassegna internazionale di donne artiste, a cura di Romana Loda, Palazzo dei Diamanti, Ferrara, 1977
- Raccolta Italiana di Nuova scrittura, Galleria Mercato del Sale, Milano, 1977
- La Spirale dei Nuovi Strumenti, Biennale della Grafica d'Arte, Palazzo Strozzi, Firenze, 1978
- Materializzazione del linguaggio a cura di Mirella Bentivoglio, in Dalla natura all'arte, dall'arte alla natura, Magazzini del Sale alle Zattere, Biennale di Venezia, Venezia, 1978
- Cine Qua Non. Giornate Internazionali di Cinema d'Artista, a cura di Andrea Granchi, Cappella di Santa Apollonia, Firenze 1979
- La Poesia Visiva 1963 – 1979, a cura di Luciano Ori, Sala d'Arme di Palazzo Vecchio, Firenze, 1979
- Linee della Ricerca Artistica in Italia 1960 – 1980, Palazzo delle Esposizioni, Roma, 1981
- Arte come Scrittura, a cura di Matteo D'Ambrosio, XI Quadriennale d'arte, Palazzo dei Congressi, Roma, 1986
- La Poesia Visiva un percorso internazionale 1963 – 1968, Palazzo Cocchi-Serristori, Firenze, 1988
- Presenze delle avanguardie a Firenze dal '47 ad oggi, Centro d'Arte Spaziotempo, Firenze, 1991
- Scrittura e Visualità, Biblioteca Nazionale Centrale, Firenze, 1993
- Le livre dans tous ses états, Salle Courbet, Bonneil sur Marne, Francia, 1993
- Poesia Visiva Anni Sessanta a Firenze, Galleria Visione Arte Contemporanea, Firenze, 1994
- Calligrafie, ovvero la scrittura dipinta, Palazzo Fazio, Capua - Centro d'Arte Spaziotempo, Firenze - Living Gallery, Milano, 1995
- Il fascino dell'oggetto, a cura di Carlo Palli, Galleria Dopotutto, Prato, 1996
- Autore donna, a cura di Martina Corgnati, Castiglioncello, 1998
- La Parola come Immagine e come Segno, Firenze: storia di una rivoluzione colta (1960 – 1980), a cura di Lucilla Saccà, Museo del '900, Villa Renatico Martini, Monsummano Terme, 1999
- Text – image, ricerche verbovisuali italiane e internazionali dalla collezione dell'Archivio di Nuova Scrittura, MART, Rovereto, 1999
- L'Immagine della Parola, a cura di Valerio Dehò, Bologna Città Europea della Cultura, Bologna, 2000
- Segni Firenze, Palazzo Vecchio, Firenze, 2000
- Leonardo in Azione e Poesia a cura di Alessandro Vezzosi e Valerio Dehò, Museo Ideale Leonardo da Vinci, Vinci, 2001
- Continuità. Arte in Toscana 1945 – 2000, a cura di Alberto Boatto, Palazzo Strozzi, Firenze, 2002
- Riflessi nell'Arte, a cura di Stefano Tonti, Lazzaretto, Ancona, 2004
- a.i.20 artiste in italia nel ventesimo secolo, a cura di Elena Lazzarini e Pier Paolo Pancotto, Palazzo Mediceo, Seravezza, 2004
- Cinema d'artista in Toscana 1964 – 1980, a cura di Silvia Lucchesi, Centro per l'Arte Contemporanea Luigi Pecci, Prato, 2004
- Primo Piano, Parole, Azioni, Suoni, Immagini da una Collezione d'Arte, Centro per l'Arte Contemporanea Luigi Pecci[4], Prato, 2006
- Fra parole e immagini. Tra Poesia Visiva e espressioni segniche, a cura di Vittoria Coen, Magi, Pieve di Cento, 2007
- La Parola nell'Arte. Ricerche d'avanguardia nel '900. Dal Futurismo ad oggi attraverso le collezioni del Mart, MART, Rovereto, 2007
- Italian Genius Now, mostra curata dal Centro per l'Arte Contemporanea Luigi Pecci di Prato, Museum of Fine Arts, Hanoi, Vietnam, 2007
- Italian Experimental Cinema V.1 '08. Mostra del Cinema d'Artista Italiano dalle Origini del Futurismo al Nuovo Millennio, a cura di Piero Pala, Palazzo Farnese, Roma, 2008
- Futurismo 1909 – 2009. Velocità + Arte + Azione, a cura Giovanni Lista e Ada Masoero, Palazzo Reale, Milano, 2009
- Poesia Visiva: Italian Concrete and Visual Poetry of the 1960's and 1970's, University Art Gallery, Sydney, Australia, 2009
- Parole Contro 1963 – 1968 il Tempo della Poesia Visiva, a cura di Lucia Fiaschi, Cantieri della Ginestra, Montevarchi, 2009
- Venezia Salva, omaggio a Simone Weil, a cura di Vittoria Surian, Biennale di Venezia, Magazzini del Sale, Venezia, 2009
- Slová Proti 1963 – 1968 Čas Vizuálnej Poézie, a cura di Lucia Fiaschi, Design Factory, Istituto Italiano di Cultura, Bratislava, 2010
- Autoritratte, capolavori dai depositi degli Uffizi, Galleria degli Uffizi, Firenze, 2010
- Biennale di Malindi, a cura di Achille Bonito Oliva, Malindi, Kenya, 2011
- Palabras Imagenes y Otros Tehtos, Museo d’Arte Moderna e Contemporanea, Buenos Aires, 2011
- Limen Arte, Premio Internazionale, a cura di Giorgio Di Genova, 2011
- Padiglione Italia, a cura di Vittorio Sgarbi, 54. Biennale di Venezia, 2011
- La Magnifica Ossessione, dal Futurismo ad oggi attraverso le collezioni del MART, Rovereto, 2012
- Poesia Concreta Poesia Visiva, MART Collection, Rovereto, 2013
- Neoavanguardia Arte da collezionare (raccolta di Carlo Palli) a cura di Lucilla Saccà, Università degli Studi di Firenze, 2013
- “Leonardo – Monnalisa: The Miths 2013”, a cura di Alessandro Vezzosi, National Palace Museum, Taipei, Taiwan, 2013
- La città salvata/ Omaggio a Simone Weil, a cura di Vittoria Surian, Archivio Storico Comunale, Palermo, 2014
- Visual Poetry, L’Avanguardia delle Neoavanguardie, a cura di Giosuè Allegrini e Lara Vinca Masini, Palazzo delle Prigioni, Venezia, 2014
- I libri salvati dalle donne. Omaggio a Simone Weil, Biblioteca Comunale, Modena, 2014
- Mezzo secolo di Poesia Visiva, Poesia Concreta, Scrittura Visuale, a cura di Giosuè Allegrini, Castello Visconteo, Pavia, 2014
- “Baci, Sparatorie e Pugni”, OFF & POP une histoire du cinéma expérimental italien avant et après 1968, a cura di A.A. V.V., Centre Pompidou, Parigi, 2014
- Aggiornamenti sulle avanguardie internazionali, Museo Novecento, Firenze, 2014
- Il mito di Leonardo a Otranto, a cura di Alessandro Vezzosi, Castello Aragonese, Otranto, 2014
- Neoavanguardia da collezionare, a cura di Lucilla Saccà, Museo Pecci, Prato, 2014
- L'Immagine della Scrittura: Gruppo 70, Poesia Visuale e Ricerche Verbo-Visive, a cura di Vincenzo de Bellis, Ennesima, Triennale di Milano, Milano, 2015
- Versus. La sfida dell'artista al suo modello in un secolo di fotografia e disegno, a cura di Andrea Bruciati, Daniele De Luigi, Serena Goldoni, Galleria Civica, Modena, 2016
- L'ALTRO SGUARDO Fotografe Italiane 1965 – 2015, a cura di Raffaella Perna, Collezione Donata Pizzi, Triennale di Milano, Milano, 2016
- Da un’avanguardia all’altra. Esperienze verbo-visive tra Gruppo 63 e Gruppo 70, a cura di Renato Barilli, CAMeC, La Spezia, 2016
- M/A\G/M\A - Body and Words in Italian and Lithuanian Women's Art from 1965 to the Present, a cura di Benedetta Carpi De Resmini and Laima Kreivytè, Vilnius, 2017 - Roma, 2018
- IL SOGGETTO IMPREVISTO. 1978, Arte e Femminismo in Italia, a cura di Marco Scotini e Raffaella Perna, FM Centro per l’Arte Contemporanea, Milano, 2019
- Intermedia. Archivio di Nuova Scrittura. Curated by Letizia Ragaglia in collaboration with Andreas Hapkemeyer, Elena Bini, Frida Carazzato, Giorgio Zanchetti, MUSEION, Bolzano, 2019
- Focus Intermedia. Archivio di Nuova Scrittura. A cura di Duccio Dogheria, MART, Rovereto, 2019
- Esercizi di libertà. Poesia Concreta e Visiva dalla collezione del MAGI ’900. Museo MAGI '900, Pieve di Cento, 2020
- La poesia visiva come arte plurisensoriale. A cura di Lamberto Pignotti e Margot Modonesi, Fondazione Berardelli, Brescia, 2020
- "Coazione a mostrare" Omaggio a Romana Loda. A cura di Raffaella Perna. Galleria dell'Incisione e APALAZZOGALLERY, Brescia, 2020
- She-Bam Pow POP Wizz! The Amazons of POP. Exhibition curator: Hélène Guenin, director of MAMAC & Géraldine Gourbe, philosopher, art critic and curator. MAMAC, Nice, 2020

## Film, Cinepoesie
- Volerà nel '70, con Antonio Bueno, Eugenio Miccini, Lamberto Pignotti, 16 mm, 7', 1965
- Baci, pugni e sparatorie, con Lamberto Pignotti, 16 mm, 14', 1966
- Cavalcate, con Lamberto Pignotti, 16 mm, 18', 1966
- Cinepoesia, 16 mm,16', 1967

## Poesie sonore
- Poemi tecnologici, Gruppo 70, Ed. Amodulo, Collana di Poesia Sonora, Brescia, 1971

## Libri d'artista
- Semplice, Facile, Divertente, Edizioni Guanda, Collana Sperimentale, Reggio Emilia, 1966
- Io ti ex amo, romanzo tecnologico, Edizioni Tèchne, Firenze, 1970
- Nove Stanze, racconto visivo, E.R. Sampietro Editore, Bologna, 1972
- Libro Oggetto, Campanotto Editore, Udine, 1983
- Memorie e Incanti. Extraitinerario autobiografico, Campanotto Editore, Udine, 2005, ISBN 88-456-0697-X
- Weil-Lettere, Carlo Cambi Editore, Frittelliarte, Firenze, 2009

## Teatro
- Poesie e No, Teatro Comunale, Fiume, Jugoslavia, 1965
- Poesie e No, Convegno del Gruppo 63, Palermo, 1965

## Eventi
- Dior - Sfilata prêt-à-porter Primavera-Estate 2021 - "The Dior Spring-Summer 2021 Show" - Direttrice creativa Maria Grazia Chiuri - Parigi, 2020 - Realizzazione di una “Vetrata di poesia visiva” per il setting della sfilata

## Musei e collezioni
- MART, Rovereto
- Museo Novecento di Firenze
- Galleria degli Uffizi, Firenze
- Centro per l'Arte Contemporanea Luigi Pecci, Prato
- Imago Mundi. Collezione Luciano Benetton
- Museo MAGI'900, Pieve di Cento, Bologna
- Galleria nazionale d'arte moderna e contemporanea, Roma